# Extra terrestrial Biological Entities
『Extra terrestrial Biological Entities』（エキストラ・テレストリアル・バイオロジカル・エンティティーズ）は、 EGOISTのオリジナルアルバム。2012年9月19日にSony Recordsから発売された。

## 概要
テレビアニメ『ギルティクラウン』の劇中アーティストから誕生したEGOISTのアルバムで、1枚目のシングル「Departures 〜あなたにおくるアイの歌〜」と2枚目のシングル「The Everlasting Guilty Crown」に新規で収録される曲が10曲収録されている。販売形態は初回限定盤と通常盤の2種リリースで、前者には両シングルのPVに加えPCゲーム『ギルティクラウン ロストクリスマス』同梱のOVA主題歌「Planetes」とギルティクラウン ロストクリスマスのショートムービーのPlanetes Ver.が収録されている。
タイトルの『Extra terrestrial Biological Entities』は、自分が居る場所と桜満集の生死が不明な上で生き続けることから付けられており、内容自体も「楪いのりが月に行って歌っている」構成になっている。
ディスクジャケットには両シングル同様、redjuiceによる楪いのりのイラストが描かれている。

## 収録曲
（全作詞・作曲・編曲: ryo）
1. 原罪の灯 [2:12]
2. The Everlasting Guilty Crown [5:32]
テレビアニメ『ギルティクラウン』後期オープニングテーマ
3. Extra terrestrial Biological Entities [5:39]
4. 雨、キミを連れて [4:14]
5. Lovely Icecream Princess Sweetie [3:59]
6. 手遅れ [3:24]
7. LoveStruck [4:27]
8. Ce que j'aime ～inori no kyuuzitu～ [1:03]
9. 想いを巡らす100の事象 [2:53]
10. この世界で見つけたもの [4:49]
11. Planetes [6:03]
PCゲーム『ギルティクラウン ロストクリスマス』同梱OVA『ギルティクラウン』主題歌
12. Departures 〜あなたにおくるアイの歌〜 [4:15]
テレビアニメ『ギルティクラウン』前期エンディングテーマ

DVD（初回限定盤のみ）
1. Departures 〜あなたにおくるアイの歌〜 （Music Clip）
2. The Everlasting Guilty Crown （Music Clip）（TV Edit Ver.）
3. Planetes（Music Clip）
4. ギルティクラウン ロストクリスマス Movie （Planetes Ver.）